# Olmeda de Cobeta
Olmeda de Cobeta ist ein Ort und eine Gemeinde (municipio) mit 57 Einwohnern (Stand: 2024) im Nordosten der Provinz Guadalajara in der Autonomen Gemeinschaft Kastilien-La Mancha in Zentralspanien. Neben dem namensgebenden Hauptort Olmeda de Cobeta gehört die Klostersiedlung von La Buenafuente del Sistal zur Gemeinde.

## Lage und Klima
Olmeda de Cobeta liegt im Iberischen Gebirge im Osten der Provinz Guadalajara in einer Höhe von 1145 m. Die Entfernung zur westsüdwestlich gelegenen Provinzhauptstadt Guadalajara beträgt ca. 75 Kilometer (Fahrtstrecke). Niederschläge (590 mm/Jahr) fallen vor allem im Winter.

## Bevölkerungsentwicklung
| Jahr      | 1960 | 1970 | 1981 | 1991 | 2001 | 2011 | 2021 |
| Einwohner | 247  | 139  | 100  | 91   | 75   | 80   | 63   |

## Sehenswürdigkeiten
- Burgreste von Peña Moñuz
- Magdalenenkirche in Olmeda de Cobeta
- Zisterzienserinnenabtei Monasterio de Santa María de Buenafuente del Sistal

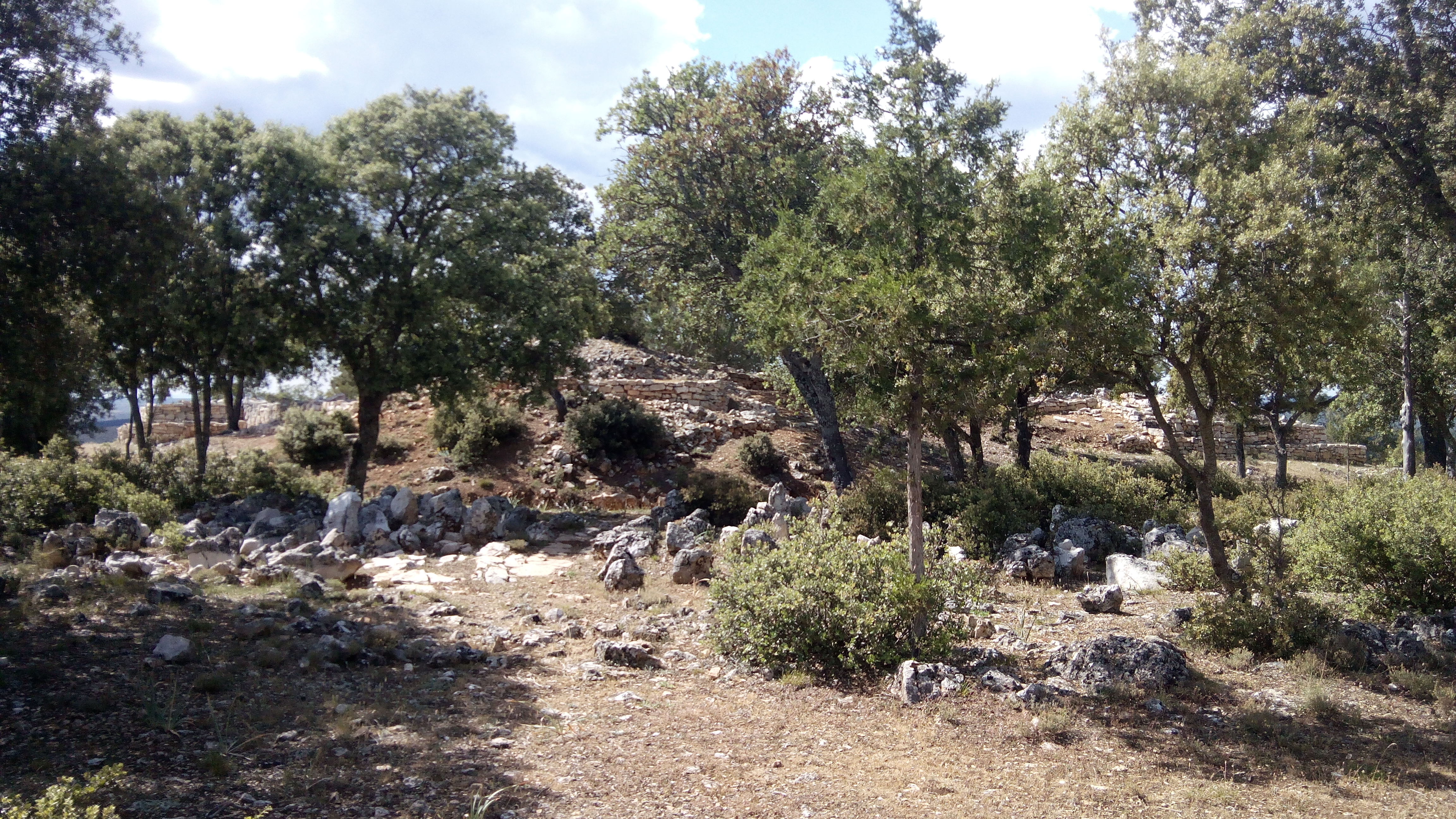
Burgreste
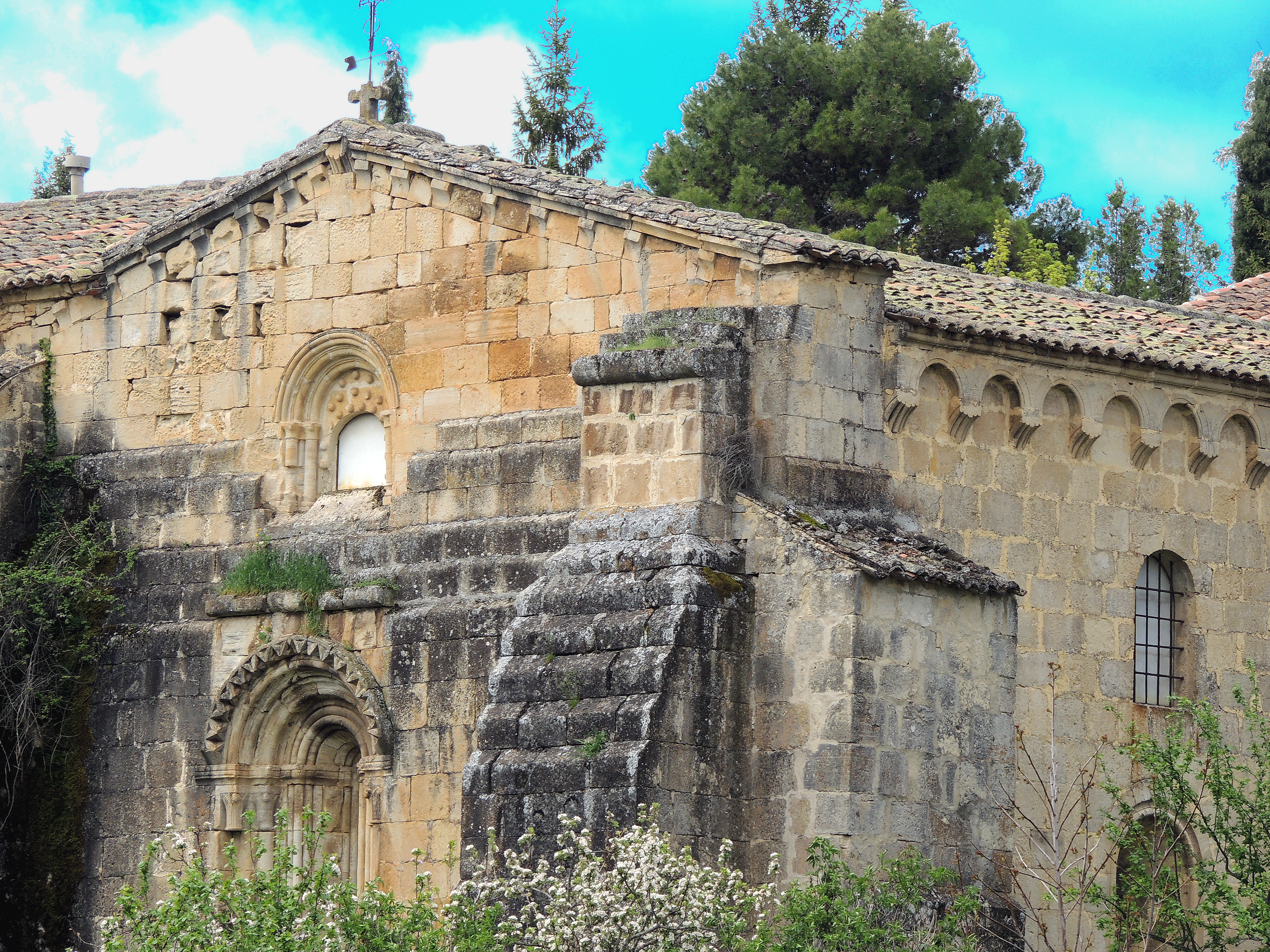
Zisterzienserinnenabtei